# Fordonia lawsoni
Fordonia lawsoni és una espècie de mamífer extint de la família dels pseudorrincociònids. El material fòssil d'aquest animal és conegut des de mitjans del segle xix, però Owen el descrigué originalment com a ratpenat insectívor. El 2013, J. J. Hooker el reclassificà dins de la família dels pseudorrincociònids.
Els fòssils de F. lawsoni, que foren descoberts al sud-est del Regne Unit, indiquen que era més petit que l'altra espècie de Fordonia, F. lavocati. A diferència d'altres pseudorrincociònids, com ara Leptictidium, F. lawsoni no tenia diastema entre la P₂ la P₃.